# 羅賓·科普蘭
羅賓·科普蘭（英語：Robin Copeland；1987年10月23日—）是一位愛爾蘭橄欖球運動員。他是愛爾蘭國家橄欖球隊的一員，代表愛爾蘭參加了2014年橄欖球六國杯的賽事。